# Socioterapia
La Socioterapia è una scienza sociale, una forma di lavoro sociale e di sociologia che riguarda lo studio di gruppi di persone, degli individui che li costituiscono e del loro comportamento, e che utilizza le informazioni apprese durante la gestione del caso e della terapia, al fine di contribuire ad un arricchimento o miglioramento in senso olistico delle condizioni sociali e di vita.
Il professionista del campo, che viene chiamato socioterapeuta o life enrichment therapist, o anche sociologo clinico, spesso svolge contemporaneamente un'altra professione: medico, psichiatra, psicologo, infermiere, professionista del sociale, sociologo, criminologo, animatore sociale ed altri.
La socioterapia di solito si rivolge a gruppi di bambini, giovani e anziani, inseriti in specifici contesti (es. strutture terapeutiche o comunità di vita) o talvolta favorendone l'inserimento, i quali vengono direttamente coinvolti nella gestione del caso e nel programma di cura.
Il termine socioterapia, nato in ambito sociologico, si è poi sviluppato, nel corso del XX secolo, in diversi ambiti disciplinari.

## La nascita dalla sociologia clinica
La sociologia clinica (da clinex ovvero "stare chini", "stare a fianco al paziente") è un indirizzo della sociologia nato negli Stati Uniti negli anni venti, che si propone di intervenire sul singolo e/o su gruppi, ovvero comunità, organizzazioni o istituzioni, al fine di apportare un cambiamento alla situazione di disagio iniziale. Una delle strategie utilizzate a tal fine riguarda la ri-definizione della realtà così come è percepita dal paziente.
I suoi fondamenti teorici e i paradigmi di riferimento appartengono infatti a pieno titolo alla formazione sociologica, ad esempio nel caso dell'interazionismo simbolico e delle teorie del conflitto, e pertanto possono essere applicati vari ambiti, ad esempio nella mediazione sociale per la risoluzione di conflitti familiari, condominiali, tra un individuo ed un'organizzazione e tra organizzazioni.
La "socioterapia" è una specializzazione della sociologia clinica. Le sue origini risalgono agli anni venti, con lo sviluppo del metodo delle "storie di vita" ad opera degli studiosi della Scuola di Chicago, William Thomas e Florian Znaniecki. L'applicazione di tale metodo come strumento di ricerca sociologica può essere considerato come l'inizio della socioterapia.
Dal secondo dopo guerra, solo alcuni sociologi professionisti si sono presentati come socioterapeuti, a seguito di ricerche-intervento volte ad analizzare i problemi sociali critici, in funzione di una consulenza per singoli e gruppi. La Sociological Practice Association (SPA), precedentemente Clinical Sociology Association (1978-1986), attualmente è la più grande organizzazione di sociologi clinici ed applicati.

### In Italia

#### La sociologia clinica
In Italia, l'uso clinico della sociologia ha fin da subito rappresentato una corrente minore all'interno degli studi accademici, questi ultimi, maggiormente interessati ad una sociologia analitica dedita allo studio e alla comprensione dell'oggetto di ricerca, ma lontana dalla possibilità di intervento terapeutico su singoli, gruppi, comunità, organizzazioni. In tal senso la sociologia clinica accompagna all'analisi e alla comprensione dello stato di sofferenza di determinati soggetti sociali, un intervento funzionale al superamento della stessa situazione problematica.
Una caratteristica peculiare della sociologia in generale (clinica e non) è  quella di dedicare una particolare attenzione a situazioni storiche vissute come problematiche. Quella clinica canalizza la propria attenzione su situazioni localizzabili (una realtà locale, una famiglia, un'azienda, un contesto sociale specifico, un individuo), e sulle quali possa progettare un intervento specifico finalizzato a promuovere la rimozione del disagio. Essa tende a partire dalla dimensione esistenziale del disagio, individuandone quindi l'origine particolare (economica, biologica, geografica, politica, religiosa, etc.) può impostare uno studio delle possibilità di neutralizzazione di questo.

#### La socioterapia di Benvenuti
La socioterapia, nata agli inizi degli anni novanta nell'ambito delle tossicodipendenze, si sviluppa in seguito abbracciando più aree d'intervento, quali: adolescenza, relazionalità familiare, disturbi del comportamento alimentare, rapporti intergenerazionali e intragenerazionali, scuola ed altre agenzie di socializzazione, mediazione. Iniziando quindi a delineare la categoria delle sindromi mediali, ovvero di disagi indotti dall'evolversi delle comunicazioni sulle relazionalità delle persone e sulla loro attività di costruzione delle identità.
Secondo l'approccio di Leonardo Benvenuti, tale disciplina è a forte stampo metodologico, e a livello macrosociale individua un paradigma teorico di interpretazione della società in cui viviamo e dei suoi mutamenti, e a livello microsociale decodifica il comportamento dei singoli accompagnandoli nell'acquisizione di competenze utili alla elaborazione di soluzioni raggiunte attraverso una serie di strumenti sia teorici che applicativi, utili al benessere della persona.
Il riferimento è qui all'origine sociale di molte forme di disagio che, in quanto tali, sembrano richiedere, come già anticipato, un aumento delle competenze dei singoli: da tale premessa discende, a partire da alcuni concetti di N. Luhmann, una definizione di "disagio", come alterazione che si verifica all'interno di una persona, considerata come un sistema complesso di comunicazione, riguardante la capacità di comprensione delle informazioni, interpretate come novità comunicative (sorpresa), a origine sia interna che esterna, rispetto alle quali avviene una malformazione del senso, come capacità, a origine sia organica che culturale (mentale), di riduzione e mantenimento della complessità.
La socioterapia, a livello storico (filogenetico) e a livello individuale (ontogenetico), riprendendo le tesi di McLuhan, individua 4 principali paradigmi comunicativi, legati all'evolversi della comunicazione umana: pre-orale, orale-amanuense, tipografica (dal XV secolo) e neo-mediale (la transizione verso quest'ultima fase è tuttora in corso).
Alcune delle difficoltà individuate, legate alla transizione da un medium dominante ad uno successivo, sorgono proprio nelle persone che vivono a cavallo di tale transizione: non è facile far parte di due mondi, uno che si avvia al tramonto ed uno che sta emergendo, ed è proprio tale situazione che permette di comprendere la problematicità di concetti quali la complessità, la decodifica di sé e degli altri, del ruolo proprio e di quello altrui nella società.

### Negli Stati Uniti

#### Definizione professionale
Nella sua infanzia, come scienza sociale e come professione, la socioterapia non viene chiaramente definita: assume quindi varie forme, secondo le differenti definizioni date da singoli terapeuti, aziende e istituzioni che impiegano socioterapeuti e life enrichment therapist. La Società per il Progresso della Socioterapia (The Society for the Furtherance of Sociotherapy) definisce la socioterapia come "la gestione sistematica dell'ambiente di vita di un gruppo di assistiti, al fine di raggiungere gli obiettivi terapeutici per il gruppo stesso - concepita, inoltre, nell'ottica di raggiungere gli esiti terapeutici per i singoli - con un'unità funzionale, solitamente all'interno di un ambiente clinico". Questa definizione è la più accettata sia nelle comunità di vita che nelle case di cura.
L'Associazione di Socioterapia negli Stati Uniti traccia le linee di una socioterapia che evidenzia l'importanza della consapevolezza, della relazione e dell'integrazione di vita e ambiente. Il suo interesse si focalizza sulle dinamiche delle relazioni interpersonali, tramite l'utilizzo di un metodo atto a facilitare lo sviluppo di vite più sane, piuttosto che a diagnosticare psicopatologie intrapsichiche (vedi: psicologia e psicoterapia). La Society for the Furtherance of Sociotherapy afferma: "la socioterapia opera facendo riferimento ad una visione olistica dell'uomo. Questo vuol dire che l'essere umano viene visto come un'unità somatica, psichica, sociale e spirituale, unica nel proprio sviluppo".
La socioterapia, inoltre, è stata impiegata nella terapia e nell'educazione degli adolescenti a Kanner Academy and Community Schools in Sarasota, Florida, USA. In tali contesti il lavoro di socioterapia consiste nella pratica di promozione di una vita e di una crescita sana facilitando le comunità terapeutiche, le relazioni personali e una cultura positiva tra pari. È meglio conosciuta come "terapia relazionale".

#### La pratica della socioterapia
Il fondamento di ogni relazione socioterapeutica include la pratica: del dialogo, del metodo fenomenologico, delle teorie del campo, della libertà sperimentale e della gestione del controtransfert.
L'utilizzo di una rete di sostegno (Support Companionship) è un metodo testato nel tempo per aiutare le persone che, per una ragione o un'altra, hanno delle difficoltà. La rete sostiene a 360° adulti, adolescenti, famiglie, anziani, bambini, e gli erogatori del servizio, quando il supporto è necessario! Il principio dei servizi della rete è la relazione, e la socioterapia è la metodologia del contatto.
I socioterapeuti sono costantemente impegnati nel creare e ridefinire teorie sulle dinamiche di gruppo e di socializzazione. Ad esempio, un socioterapeuta in una casa di cura può sperimentare diversi metodi: uno potrebbe essere quello di avvicinare un utente introverso alle varie attività per ridurre i rischi di un isolamento sociale, che potrebbe facilitare il progredire della demenza nello stesso. In quest'esempio il socioterapeuta potrebbe usare attività come giochi ed esercizi per monitorare la salute mentale della persona e utilizzare l'interazione con gli altri utenti come strumento di prova della salute mentale.

#### Il metodo fenomenologico
L'obiettivo dell'esplorazione fenomenologica è la consapevolezza. Nella socioterapia consapevolezza e integrazione sono centrali per una vita sana. Gran parte della pratica è incentrata sulle modalità di sostegno e di miglioramento del senso di consapevolezza dei nostri campi di esperienza. Questa pratica si accompagna a quelle riguardanti la relazione, la sperimentazione e l'esplorazione fenomenologica.
Il metodo fenomenologico comprende tre fasi: (1) la regola dell'epoché; (2) la regola della descrizione; (3) la regola dell'orizzontalizzazione.
Applicando la regola dell'epoché noi lasciamo da parte i nostri pregiudizi e bias personali in modo da sospendere aspettative e supposizioni. Applicando la seconda regola ci si dedica alla descrizione invece che alla spiegazione. Applicando la terza, si tratta ogni punto della descrizione con uno stesso valore o significato.
Quando si instaura una relazione socioterapeutica la regola dell'epoché (1) fa sì che si lasci da parte qualsiasi teoria iniziale, e che si concentri l'attenzione su ciò che è presente nell'incontro tra terapeuta e assistito. Il ruolo della descrizione (2) implica osservazioni immediate e specifiche, astenendosi da interpretazioni o spiegazioni, specialmente quelle create dall'applicazione di qualche teoria clinica sovrapposta al di sopra delle circostanze dell'esperienza. L'orizzontalizzazione (3) elimina qualsiasi assegnazione gerarchica di importanza, cosicché i dati dell'esperienza diventino prioritari e categorizzati così come sono stati ricevuti.
Come concepita da Husserl, la fenomenologia è un metodo di indagine filosofica che rifiuta l'errore del razionalismo che ha dominato il pensiero occidentale fin da Platone, a favore di un metodo di attenzione riflessiva che schiude le esperienze di vita del singolo.

### In Germania
In Germania il sistema sanitario pubblico tedesco ha dato una definizione del tutto particolare al termine, al fine di sussidiare la pratica ai socioterapeuti professionisti. La socioterapia, in tal caso "indica le componenti non-mediche, sociali e di-lavoro del processo di cura".

## Psichiatria comunitaria e Antipsichiatria

### Nel Regno Unito
La socioterapia muove i primi passi in ambito psichiatrico agli inizi degli anni '40, in Inghilterra, ad opera dello psichiatra Maxwell Jones. Fino ad allora, infatti, la cura terapeutica era affidata ad istituzioni caratterizzate da una forte componente custodialistica e da tempi di permanenza talmente prolungati da provocare una sorta di identificazione del paziente con il sistema, ostacolando in tal senso qualsiasi possibilità di recupero. La comunità terapeutica, nel 1940, segnò una rottura nel contesto psichiatrico:  una relazione di uguaglianza tra i membri dell'istituzione ospedaliera, ovvero tra medici, infermieri, terapeuti e pazienti, affidando a questi ultimi un ruolo attivo nel trattamento, in modo da favorire un rapporto dinamico tra individuo e individuo e tra individuo e comunità. Terapie occupazionali (basate su attività lavorative controllate), ludoteca (strutturata al fine di una possibilità di crescita del singolo e del gruppo attraverso il gioco), laboratori (stimolo per l'espressione artistica dei pazienti) entrano ufficialmente a far parte del progetto di cura.

## Socioterapia antroposofica

### In Italia
All'inizio degli anni '20 il filosofo e pedagogista austriaco Rudolf Steiner introduce i concetti di pedagogia curativa (o pedagogia Waldorf) e di socioterapia antroposofica.
Due interventi di sostegno afferenti a due diverse fasi della vita dell'individuo: la pedagogia curativa si rivolge a bambini con difficoltà o bisogni anìmici, la socioterapia antroposofica a persone che hanno superato l'età evolutiva. La pedagogia curativa utilizzata già nelle prime Scuole steineriane si occupò di problemi concernenti bambini con difficoltà di apprendimento, anche attraverso l'istituzione di classi speciali. Nei primi anni si svilupparono in tempi brevi molte Istituzioni specialmente in Germania, Svizzera, Inghilterra, Islanda, Finlandia e Olanda.
Ambiti principali della pedagogia curativa e della socioterapia sono lo sviluppo fisico, dell'anima e dello spirito, con particolare riguardo a persone con handicap (bambini, giovani e adulti) al fine di permetterne una vita autonoma e integrata nella comunità sociale.
La socioterapia antroposofica (riferita all'età adulta) segue, in un'ottica di continuità, la pedagogia curativa (rivolta ai bambini), sviluppandosi su tre pilastri: vita sociale (sperimentazione del senso di appartenenza e di reciprocità), lavoro (e conseguente senso di utilità personale nei confronti della collettività) e nutrimento dell'anima (svolgimento di attività artistiche, culturali ed espressive).
All'inizio degli anni cinquanta sorsero i primi centri per persone handicappate adulte. In molti paesi nacquero molte associazioni e centri di formazione. Attualmente pedagogia curativa e socioterapia sono diffuse in circa 50 paesi, per un totale di quasi 750 tra istituzioni ed organizzazioni.